# Soron
Soron es una ciudad y municipio situada en el distrito de Kanshiram Nagar en el estado de Uttar Pradesh (India). Su población es de 27468 habitantes (2011). 

## Demografía
Según el censo de 2011 la población de Soron era de 27468 habitantes, de los cuales 14658 eran hombres y 12810 eran mujeres. Soron tiene una tasa media de alfabetización del 58,16%, inferior a la media estatal del 67,68%: la alfabetización masculina es del 64,65%, y la alfabetización femenina del 50,73%.